# Mulat
Mulat je potomec pripadnika bele  in pripadnika črne rase. 
Poimenovanje je bilo prvotno slabšalno, saj mešanca med pripadnikom bele in kake druge, zlasti črne človeške rase primerja z mezgom, ki je potomec žrebca in oslice .
Izraz mulat danes v nekaterih delih sveta velja kot poniževalen ali žaljiv.